# Newton Mearns
Newton Mearns est une ville dans l'East Renfrewshire en banlieue de Glasgow, en Écosse.

## Personnalités liées à la commune
- Jamie Hamilton (2002-), footballeur écossais né à Newton Mearns.